# Самышина, Надежда Николаевна
Надежда Николаевна Самышина (30 сентября 1903, Баку, Бакинская губерния, Российская Империя — 21 марта 1994, Алма-Ата, Казахстан) — советская и казахская оперная певица (лирико-колоратурное сопрано), педагог. Народная артистка Казахской ССР (1947).

## Биография
Родился 30 сентября 1903 года в Баку.
В 1930 году окончила Бакинскую консерваторию (класс профессора Н. И. Сперанского).
С 1932 года солистка Куйбышевского, Ивановского и Ярославского, с 1935 — Пермского, с 1937 — Саратовского оперных театров.
В 1938—1957 гг. — в Казахском театре оперы и балета.
С 1948 года — преподаватель Алматинской музыкальной школы, а с 1952 по 1964 год — преподавателем Алматинской государственной консерватории.
Скончалась 21 марта 1994 года в Алма-Ате.

## Творчество
- Антонида («Иван Сусанин» М. Глинки)
- Людмила («Руслан и Людмила» М. Глинки)
- Татьяна («Евгений Онегин» П. Чайковского)
- Снегурочка («Снегурочка» Н. Римского-Корсакова)
- Розина («Севильский цирюльник» Дж. Россини)
- Джильда («Риголетто» Дж. Верди)
- Виолетта («Травиата» Дж. Верди)
- Маргарита («Гугеноты» Дж. Мейербер)
- Маргарита («Фауст» Ш. Гуно)
- Лакме («Лакме» Л. Делиба)
- Дездемона («Отелло» Дж. Верди)
- Чио-Чио-сан («Чио-Чио-сан» Дж. Пуччини)
- Антонина («Семья Тараса» Д. Кабалевского)
- Маро («Даиси» З. П. Палиашвили) и др.

## Известные ученики
- А.Байкадамова
- Б. Тулегенова
- Н. Нусипжан
- Н. Шарипова
- В. И. Финогенова
- Н. Д. Юмашева

## Награды и звания
- Орден «Знак Почёта»
- Медаль «За трудовую доблесть» (05.11.1940) — «в связи с 20-летним юбилеем Казахской ССР, за достижения в развитии промышленности, сельского хозяйства, науки и искусства»
- 1947 — Народная артистка Казахской ССР[1].
- 1960 — Доцент.